# Don Patterson
Don Patterson, né en 1936 à Colombus et décédé en 1988 à Philadelphie, est un organiste américain .

## Biographie
D'abord pianiste, il joue de l'orgue à partir de 1959 conseillé par Hank Marr. Il dirige sa formation qui comprendra notamment Bobbie Miller (tenor) Walter Rankin (guitare) et les batteurs Henry Hank Duncan et Jimmie Gretts. Il a aussi l'occasion de côtoyer Wes Montgomery, Paul Weeden, James Moody et Sonny Stitt dont il est fréquemment l'accompagnateur à partir de 1964. Il joue ou enregistre également avec Booker Ervin, Pat Martino, Houston Person, Grant Green, Jimmy Heath ou encore Gene Ammons. Pendant les années 1980, il se produit surtout à Phildelphie notamment avec le saxophoniste Bootsie Barnes.

## Discographie

### Comme leader
- Goin' Down Home (Cadet, 1963 [rel. 1966]) avec Paul Weeden, Billy James
- The Exciting New Organ of Don Patterson (Prestige, 1964) avec Booker Ervin
- Hip Cake Walk (Prestige, 1964) avec Booker Ervin
- Patterson's People (Prestige, 1964) avec Sonny Stitt, Booker Ervin
- Holiday Soul (Prestige, 1964) avec Pat Martino
- Satisfaction! (Prestige, 1965) avec Jerry Byrd
- The Boss Men (Prestige, 1965) avec Sonny Stitt, Billy James
- Soul Happening! (Prestige, 1966) avec Vinnie Corrao, Billy James
- Mellow Soul (Prestige, 1967) avec David "Fathead" Newman
- Four Dimensions (Prestige, 1967) avec Houston Person, Pat Martino, Billy James
- Boppin' & Burnin' (Prestige, 1968) avec Howard McGhee, Charles McPherson, Pat Martino
- Opus De Don (Prestige, 1968) avec Blue Mitchell, Junior Cook, Pat Martino, Billy James
- Funk You! (Prestige, 1968) avec Sonny Stitt, Charles McPherson, Pat Martino, Billy James
- Oh Happy Day (Prestige, 1969) avec Virgil Jones, Houston Person, George Coleman, Pat Martino
- Brothers-4 (Prestige, 1969) avec Sonny Stitt, Grant Green, Billy James
- Donny Brook (Prestige, 1969) avec Sonny Stitt, Grant Green, Billy James
- Tune Up! (Prestige, 1964 and 1969 [rel. 1971])
- The Return of Don Patterson (Muse MR-5005, 1972 [rel. 1974]) avec Eddie Daniels [note: reissued on CD in 1991 as The Genius Of The B-3]
- These Are Soulful Days (Muse MR-5032, 1973 [rel. 1974]) avec Jimmy Heath, Pat Martino, Albert Heath [note: reissued on CD in 1998 as Steady Comin' At 'Ya]
- Movin' Up! (Muse MR-5121, 1977) avec Richie Cole, Vic Juris, Billy James
- Why Not... (Muse MR-5148, 1978) avec Virgil Jones, Bootsie Barnes, Eddie McFadden, Idris Muhammad

### LP/CD compilations
- The Best Of Don Patterson (Prestige 7704, 1969)
- The Best Of Don Patterson & The Jazz Giants (Prestige 7772, 1969)
- Sonny Stitt/Booker Ervin/Don Patterson – Soul People (Prestige, 1993) (compilation of Soul People + 2 tracks from Tune Up!, and 1 track previously unissued from the Soul Happening! sessions)
- Dem New York Dues (Prestige, 1995) (compilation of Opus De Don + Oh Happy Day)
- Legends Of Acid Jazz: Don Patterson/Booker Ervin (Prestige, 1996) (compilation of The Exciting New Organ Of Don Patterson + 1 track from Hip Cake Walk, and 1 track from Patterson's People)
- Legends Of Acid Jazz: Sonny Stitt/Don Patterson, Vol. 2 (Prestige, 1999) (compilation of Funk You! + Soul Electricity!)
- Legends Of Acid Jazz: Sonny Stitt (with Don Patterson) – Low Flame (Prestige, 1999) (compilation of Low Flame + Shangri-La)
- Legends Of Acid Jazz: Don Patterson/Booker Ervin/Houston Person – Just Friends (Prestige, 1999) (compilation of Four Dimensions, Hip Cake Walk [4 tracks], Patterson's People [2 tracks] + 1 track from Tune Up!)
- The Boss Men (Prestige, 2001) (compilation of Night Crawler, The Boss Men + 2 tracks from Patterson's People)
- Brothers 4 (Prestige, 2001) (compilation of Brothers-4, Donny Brook + 1 track from Tune Up!)

### Comme sideman
Avec Eddie "Lockjaw" Davis
- I Only Have Eyes for You (Prestige, 1962)
- Trackin' (Prestige, 1962)

Avec Eric Kloss
- Introducing Eric Kloss (Prestige, 1965)
- Love and All That Jazz (Prestige, 1966)

Avec John Simon
- Legacy (Muse, 1986 [rel. 1996])

Avec Sonny Stitt
- Boss Tenors in Orbit! (Verve, 1962) avec Gene Ammons
- Feelin's... (Roost, 1962)
- Low Flame (Jazzland, 1962)
- Shangri-La (Prestige, 1964)
- Soul People (Prestige, 1964)
- Night Crawler (Prestige, 1965)
- Deuces Wild (Atlantic, 1966)
- Parallel-a-Stitt: Sonny Stitt On The Varitone (Roulette, 1967)
- Made for Each Other (Delmark, 1968 [rel. 1972])
- Soul Electricity! (Prestige, 1968) avec Billy Butler
- It's Magic (Delmark, 1969 [rel. 2005])
- Just The Way It Was (Live At The Left Bank) (Label M, 1971 [rel. 2000])
- Black Vibrations (Prestige, 1971) avec Melvin Sparks